# Резолюция Совета Безопасности ООН 1226
Резолюция Совета Безопасности Организации Объединённых Наций 1226 (код — S/RES/1226), принятая 29 января 1999 года, подтвердив резолюцию 1177 (1998) о ситуации между Эритреей и Эфиопией, Совет решительно призвал Эритрею принять соглашение, предложенное Организацией африканского единства (ОАЕ) для урегулирования конфликта между двумя странами.
Совет безопасности выразил обеспокоенность по поводу риска вооружённого конфликта и накопления оружия вдоль границы между Эритреей и Эфиопией. Он отметил, что такой конфликт будет иметь разрушительные последствия для населения обеих стран и региона в целом. Усилия по восстановлению и реконструкции двух стран за последние восемь лет будут поставлены под угрозу из-за вооружённого конфликта. Между тем, усилия некоторых стран и региональных органов по поиску решения конфликта приветствовались.
Резолюция поддержала посреднические усилия ОАЕ и решение Генерального секретаря Кофи Аннана направить специального посланника для поддержки инициатив ОАЕ. Она подчеркнула важность Рамочного соглашения ОАЕ и приветствовала его принятие Эфиопией. Эритрея запросила дополнительные разъяснения, и ОАЕ ответил, побудив совет призвать Эритрею принять соглашение.
Обе стороны были призваны к снижению напряжённости путём принятия мер, ведущих к восстановлению доверия между обеими сторонами, улучшению гуманитарной ситуации и соблюдению прав человека. Наконец, обеим странам было настоятельно рекомендовано стремиться к мирному урегулированию, проявлять сдержанность и воздерживаться от военных действий.
Эфиопия приняла положения Резолюции 1226, которые были отвергнуты Эритреей. Последняя отстаивала своё право требовать разъяснений и обвинила резолюцию Совета Безопасности в «несбалансированности», поскольку в ней не упоминаются нарушения прав человека, предположительно совершённые Эфиопией.